# Scrophularia kurbanovii
Scrophularia kurbanovii är en flenörtsväxtart som beskrevs av V.P. Bochantsev. Scrophularia kurbanovii ingår i släktet flenörter, och familjen flenörtsväxter. Inga underarter finns listade i Catalogue of Life.